# Công ty đại chúng
Công ty đại chúng (tiếng Anh: public, publicly traded, publicly held company, hay public corporation) là những công ty thực hiện huy động vốn rộng rãi từ công chúng thông qua phát hành chứng khoán (cổ phiếu, trái phiếu) niêm yết tại các trung tâm giao dịch chứng khoán hoặc chứng khoán không niêm yết nhưng được giao dịch thông qua các thể chế môi giới chứng khoán. Tùy từng nước có thể có định nghĩa cụ thể hơn về công ty đại chúng.
Nét đặc trưng của các công ty đại chúng là có sự tham gia của nguồn vốn từ bên ngoài với nhiều nhà đầu tư, do đó đặt ra yêu cầu quản trị công ty (corporate governance) như là yếu tố khác biệt với vấn đề quản lý công ty (management).

## Ưu điểm của hình thức tổ chức công ty đại chúng
- Công ty được xã hội biết đến do có tên tuổi xuất hiện công khai trên thị trường chứng khoán, trên báo chí. Công ty đã khẳng định được danh tiếng, uy tín thì khi cần huy động vốn ngoài xã hội, công ty dễ dàng có thể tiếp tục phát hành cổ phiếu, trái phiếu với chi phí phát hành thấp hơn lần phát hành trước.
- Công ty phải báo cáo công khai hoạt động của mình cho công chúng, nên chịu sự giám sát của công chúng, xã hội. Thêm vào đó, hội đồng quản trị và ban giám đốc phải công khai các hoạt động quản lý và điều hành công ty. Ban giám đốc phải chăm lo việc phát triển công ty cải tiến kỹ thuật, cải tiến quản lý, cơ cấu hợp lý vốn, nếu không thì các giám đốc sẽ bị sa thải; như vậy hoạt động công ty đại chúng đã ràng buộc các giám đốc phải tuân thủ pháp luật, điều hành công ty theo đúng luật công ty.
- Nhà nước bớt được gánh nặng phải trợ giúp vốn ngân sách cho công ty, và như vậy Nhà nước có thể tập trung sức lực vào nhiệm vụ trọng đại của mình là đầu tư cơ sở hạ tầng.

## Nhược điểm của hình thức tổ chức công ty đại chúng
Khi phát hành, công ty sẽ phải chịu các chi phí đợt phát hành: chi phí thuê hãng kiểm toán độc lập để lập báo cáo kiểm toán hoạt động của công ty, chi phí thuê người bảo lãnh phát hành, chi phí chuẩn bị hồ sơ, giấy tờ để xin phép phát hành, chi phí quảng cáo cho đợt phát hành.